# PWHL Seattle
PWHL Seattle ist ein US-amerikanisches Fraueneishockey-Team aus Seattle, Washington, das 2025 zu zwei Expansions-Franchises der Professional Women’s Hockey League gehörte. Das Team trägt seine Heimspiele in der Climate Pledge Arena aus.

## Geschichte
Seattle gehörte schon seit Gründung der Liga zu den potenziellen Standorten für ein Expansionsteam der PWHL. Im Januar 2025 wurde ein Ligaspiel der PWHL im Rahmen der „Takeover Tour“ in Seattle ausgetragen, bei dem die Boston Fleet in der Climate Pledge Arena gegen die Victoire de Montréal antraten und dabei ein Publikum von 12.608 Zuschauern anzogen. Zudem hält Seattle den Zuschauerrekord für das bestbesuchte Fraueneishockeyspiel in den Vereinigten Staaten, als im Jahr 2022 14.551 Zuschauer ein Spiel der Rivalry Series zwischen den Vereinigten Staaten und Kanada verfolgten.
Die PWHL verkündete am 30. April 2025 die Expansion nach Seattle. Das Team aus Seattle ist das achte Franchise der Liga und das zweite Expansionsteam der ersten Expansionsrunde neben PWHL Vancouver. Der Spielbetrieb wird in der Saison 2025/26 aufgenommen. Die Seattle Kraken, die zusammen mit dem Arenabetreiber Oak View Group Teil der Bewerbergruppe waren, werden das PWHL-Team in den Bereichen Marketing und Geschäftsbetrieb unterstützen.
Um ein möglichst ausgeglichenes Teilnehmerfeld nach der Expansion durch die zwei Teams zu gewährleisten, veranstaltete die PWHL den PWHL Expansion Draft 2025, bei dem die beiden Expansions-Teams jeweils 12 Spielerinnen verpflichteten.

## Spielstätte
Das Team wird in der Climate Pledge Arena spielen, die es sich mit den Seattle Kraken aus der National Hockey League und den Seattle Storm aus der WNBA teilt. Mit einer Kapazität von 17.151 Sitzplätzen ist sie die zweitgrößte Arena der PWHL. Die Trainingsstätte des Teams wird der Kraken Community Iceplex im Stadtteil Northgate sein, die es sich ebenfalls mit den Kraken teilen wird.

## Teamidentität
Im Rahmen der Expansionsankündigung wurden die Teamfarben Smaragdgrün und Cremeweiß vorgestellt, die sich an den Farben der Seattle Storm orientieren. Wie bereits die ursprünglichen sechs Teams der PWHL in der Saison 2023/24 wird das Team vorläufig als PWHL Seattle agieren, bis eine endgültige Teamidentität festgelegt ist.

## Mannschaft
In der Woche vor dem PWHL Expansion Draft 2025 nahm das Team folgende Spielerinnen unter Vertrag:
| Name               | Vorheriges Team      |
| ------------------ | -------------------- |
| Hilary Knight      | Boston Fleet         |
| Danielle Serdachny | Ottawa Charge        |
| Cayla Barnes       | Victoire de Montréal |
| Alex Carpenter     | New York Sirens      |
| Corinne Schroeder  | New York Sirens      |

Im Rahmen des Drafts selbst wurden folgende Transferrechte erworben:
| #  | Name            | Position | Vorheriges Team      |
| -- | --------------- | -------- | -------------------- |
| 2  | Aneta Tejralová | D        | Ottawa Charge        |
| 3  | Hannah Bilka    | F        | Boston Fleet         |
| 6  | Jessie Eldridge | F        | New York Sirens      |
| 7  | Julia Gosling   | F        | Toronto Sceptres     |
| 10 | Anna Wilgren    | D        | Victoire de Montréal |
| 11 | Megan Carter    | D        | Toronto Sceptres     |
| 14 | Emily Brown     | D        | Boston Fleet         |